# Suomussalmi
Suomussalmi è un comune finlandese di 7367 abitanti, situato nella regione del Kainuu.
Nell'area circostante la città tra il 7 dicembre 1939 e l'8 gennaio 1940 ebbe luogo un'importante battaglia della guerra d'inverno tra l'esercito finlandese e l'Armata Rossa.

## Amministrazione

### Gemellaggi
- Kalevala
- Nordmaling

## Sport

### Formula 1
Suomussalmi è la città natale dell'ex pilota di F1 Heikki Kovalainen.